# Michal Pospíšil
Michal Pospíšil (ur. 5 marca 1979 w Pradze) – czeski piłkarz, występujący na pozycji napastnika w czeskim klubie FK Přední Kopanina.
Rekordzista pod względem występów w reprezentacji Czech do lat 21., wystąpił w niej 21 razy, w tym w wygranym przez Czechów, po konkursie rzutów karnych, 3:1 meczu finałowym Mistrzostw Europy U-21 2002 z Francją (w całym meczu padł wynik bezbramkowy). Dla swojej drużyny strzelił karnego jako pierwszy.

## Kariera klubowa
Pospíšil rozpoczął karierę piłkarską w klubie juniorskim Slavoj Zbraslav, gdzie następnie przeszedł do klubu Dukla Praga. Po dwóch latach gry został sprzedany do Sparty Praga, gdzie miał możliwość gry w Lidze Mistrzów, a następnie po dwóch latach z niej sprzedany do Chmel Blšany w roku 1998. Następnie przeniósł się do innego czeskiego klubu – Viktoria Žižkov w lipcu 2000 roku, i pomógł swojej drużynie na zakwalifikowanie się do rozgrywek o Puchar UEFA wygrywając ostatnie spotkanie ligowe 2:1 ze Spartą Praga.
W sezonie 2001/2002 został sprzedany do Sparty Praga, gdzie wygrał 1. Gambrinus liga. W lipcu 2003 przeniósł się do Slovana Liberec, gdzie strzelił 24 gole w 74 meczach podczas dwu sezonów spędzonych w Libercu.
W sierpniu 2005, ówczesny menedżer Heart of Midlothian, kupił go do swojego klubu za 300 tys. funtów. W drużynie z Edynburga piłkarz debiutował w meczu przeciwko Dundee United, który wraz z drużyną wygrał 3:0, i strzelił także pierwszego gola w Szkocji. W sumie w pierwszym sezonie spędzonym na Wyspach Brytyjskich strzelił 7 goli. Zdobył także gola w karnych w finale Pucharu Szkocji przeciwko Gretna F.C. (1:1 do 90 minuty), co dało triumf Hearts w krajowych rozgrywkach pucharowych.
Piłkarz na początku sezonu 2006/2007 był kontuzjowany, pojawił się dopiero 2 stycznia 2007 roku, gdzie Hearts wygrali z Dunfermline Athletics 1:0 na wyjeździe.
W sezonie 2008/2009 był zawodnikiem belgijskiego klubu Sint-Truidense VV, w którym nie zagrał żadnego meczu. Po sezonie wrócił do czeskiego zespołu Viktoria Žižkov. Następnie grał w Bohemians Praga, a w 2011 roku został piłkarzem Grindavíkur.